# نیهون کودن
نیهون کودن (انگلیسی: Nihon Kohden) شرکت تجهیزات پزشکی ژاپنی است، که در سال ۱۹۵۱ تأسیس شد.